# Żółta Karczma

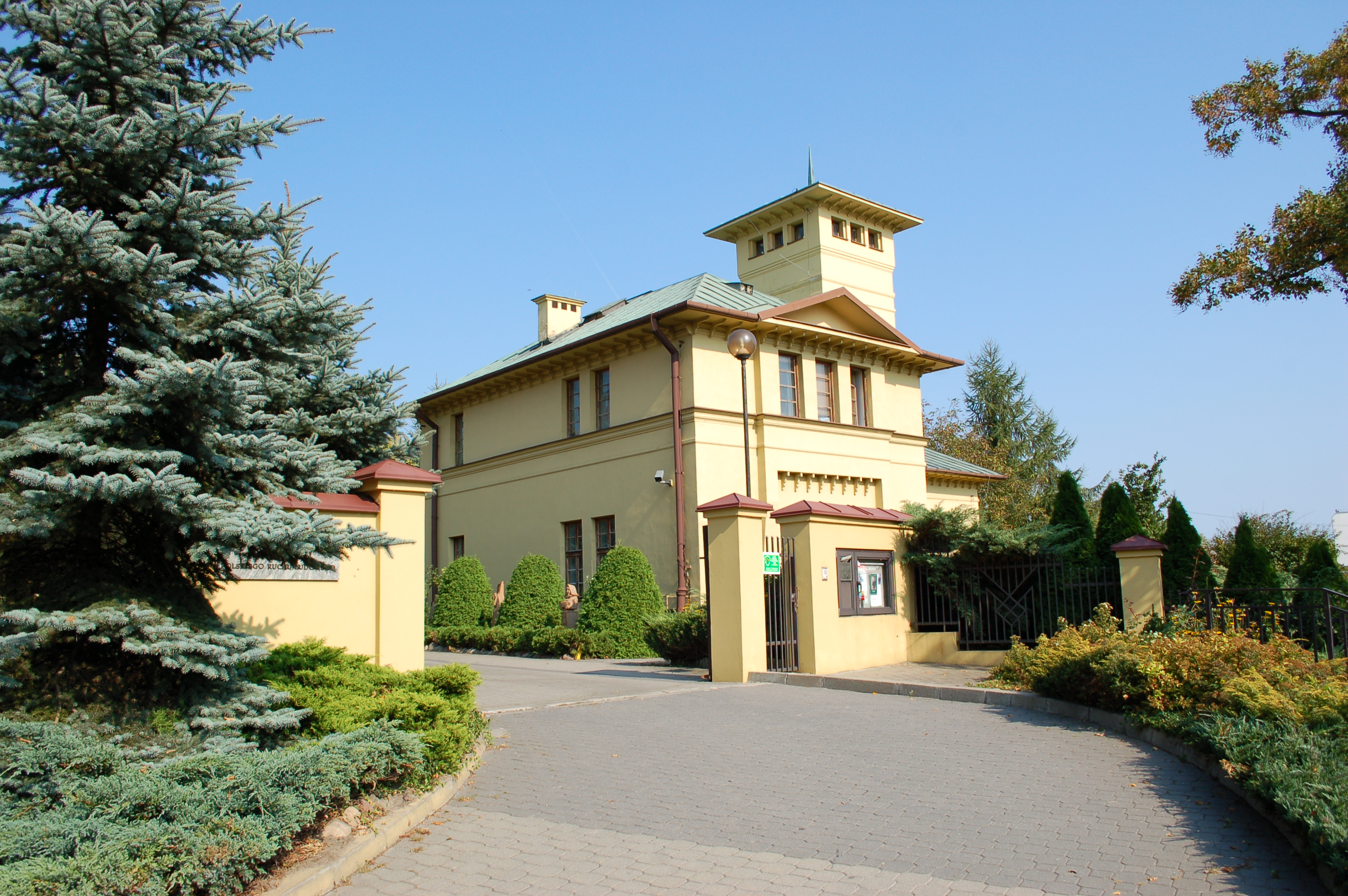
Das ehemalige Gasthaus aus nördlicher Richtung gesehen

Das Żółta Karczma (deutsch: Gelbes Wirtshaus) ist ein ehemaliges Gasthaus an der Warschauer Aleja Wilanowska. In dem historischen Gebäude im Neorenaissancestil ist heute ein Museum untergebracht.

## Geschichte
Das Gasthaus wurde 1846 auf einer Anhöhe (ein Ausläufer der Warschauer Weichselböschung in Mokotów) nach einem Entwurf von Franciszek Maria Lanci errichtet. Es liegt an der ostwärtigen Seite der hier je zweispurigen Aleja Wilanowska etwa gegenüber der Einmündung der kleineren Ulica Dominikańska. Bauherren waren die Besitzer der Herrschaft Wilanów, die hier über das Gut Służewski verfügten, zu dem das Ensemble gehörte. Das Haus wurde an den Restaurantbetreiber verpachtet, der hier vor allem Durchreisende der Strecke Warschau-Piaseczno verpflegte. Das landschaftlich schön gelegene Restaurant trug den Namen „Belle Vue“ (deutsch: Schöne Aussicht). Aus einer Inventarliste des Jahres 1860 lässt sich entnehmen, dass sich im Erdgeschoss der große Gastraum befand, der mit einem Kachelofen aus weißen Fliesen sowie mit fünf Tischen und Bänken ausgestattet war. Im Obergeschoss lagen die Schlafräume. Im westlichen Teil des Gartens standen Obstbäume und ein Holzpavillon.
Im Laufe der Zeit wechselten die Besitzer häufig. Ab 1902 war hier der Sitz einer Jagdhunde-Zucht. Während des Warschauer Aufstandes besetzten Aufständische das Gebäude. Nach dem Zweiten Weltkrieg wurde es kaum noch genutzt. Anwohner nannten es „Stara Wieża“ (deutsch: Alter Turm). Häufig wechselnde Mieter kümmerten sich nicht um den Erhalt des Objektes. Im Jahre 1966 wurde das Gebäude verstaatlicht. Mitte der 1980er Jahre wurde das Ensemble auf Geheiß des polnischen Kultusministeriums saniert. Seit 1984 befindet sich hier der Sitz des Museums zur Geschichte der polnischen Bauernbewegung.
Das ehemalige Wirtshaus hat einen unregelmäßigen Grundriss und verfügt über einen zweistöckigen Baukörper. Vormals gab es eine langgestreckte Wagenremise im Osten sowie einen von einer Mauer umgebenen Hof. Ein schmaler quadratischer Turm mit einem flachen Dach überragt das Gebäude um rund 2 Meter. Die Nutzfläche des Haupthauses beträgt 270 Quadratmeter. Im Stil ähnelt das Objekt einer toskanischen Renaissancevilla. Das Gebäude wurde am 9. Dezember 1971 (Registernummer 533) unter Denkmalschutz gestellt.